# 曹秉濬
曹秉濬（？—？），字朗川，廣東番禺縣（今屬廣州市）人。清朝政治人物。

## 生平
同治元年（1862年）壬戌科二甲進士。選庶吉士，散館授翰林院编修，提督福建学政。官至江西南昌府知府，署盐茶道。